# Щеврик нільгирійський
Щеврик нільгирійський (Anthus nilghiriensis) — вид горобцеподібних птахів родини плискових (Motacillidae).

## Поширення
Ендемік Західних Гат на південному заході Індії. Поширений у штатах Керала, Тамілнад та Карнатака. Мешкає на трав'янистих луках, порослих кущами та деревами, переважно вище 1500 м над рівнем моря.

## Опис
Дрібний птах, завдовжки близько 13 см. Має інтенсивне забарвлення, лорум темний, жовтуваті надбрівну смужку і горло. Його боки, груди та боки шиї рудувато-червоні, дзьоб повністю темний. Маківка і верхня частина голови мають закриту чорну цятку. Зовнішні пір'я хвоста рудуваті. Має дрібні цятки на грудях, які продовжуються з боків.

## Спосіб життя
Вони зустрічаються поодинці або парами. Якщо їх потривожити, вони втікають у низький кущ чи дерево. Розмножується влітку з квітня по липень. Будують мископодібне гніздо з трави серед чагарників. Кладка складається з 2-3 яєць коричнево-сірого кольору з плямами. Вони харчуються насінням і комахами.